# Melissa George
Melissa Suzanne George (Perth, 6 agosto 1976) è un'attrice, modella ed ex pattinatrice artistica a rotelle australiana.

## Biografia
Nata da Pamela e Glenn George, è la seconda di quattro figli. All'età di sette anni inizia a studiare danza, per poi appassionarsi al pattinaggio artistico a rotelle toccando degli ottimi traguardi agonistici, come una medaglia di bronzo ai campionati nazionali del 1989 e 1990, e una d'argento al Junior World Championship del 1991. All'età di sedici anni, dopo aver vinto il titolo di "Miss Teen-Model of The Year", abbandona gli studi alla Warnick Senior High School e si trasferisce a Los Angeles in cerca di fortuna.
Intenzionata a diventare attrice, inizia a lavorare come modella comparendo sulle copertine di riviste come Vogue e GQ. Dopo una serie di lavori televisivi, fa il suo debutto cinematografico nel 1998 nel film di Alex Proyas Dark City, seguito da un ruolo ne L'inglese, di Steven Soderbergh. Nel 2001 recita in Mulholland Drive, di David Lynch, mentre negli anni seguenti alterna ruoli cinematografici ad apparizioni in serie televisive come Friends e Streghe. Nel 2003 partecipa alla terza stagione della serie televisiva Alias, nel ruolo dell'agente Lauren Reed.
Dopo aver preso parte al film Derailed - Attrazione letale, inizia a collezionare una serie di partecipazioni a film horror come Amityville Horror, Turistas, 30 giorni di buio, WΔZ e Triangle. Nel 2008 partecipa alla prima stagione serie televisiva della HBO In Treatment e alla quinta stagione di Grey's Anatomy, in quest'ultima ricopre il ruolo della Dr. Sadie Harris. Nel 2012 interpreta l'agente Sam Hunter per l'agenzia investigativa privata "Byzantium" nella serie televisiva Hunted.

## Vita privata
Nel 1998 conobbe a Bali il regista Claudio Dabed; i due si sposarono nel 2000, ma divorziarono nel 2012. Nel frattempo, dal 2011 è compagna del produttore Jean-David Blanc, da cui ha avuto tre figli.

## Filmografia

### Cinema

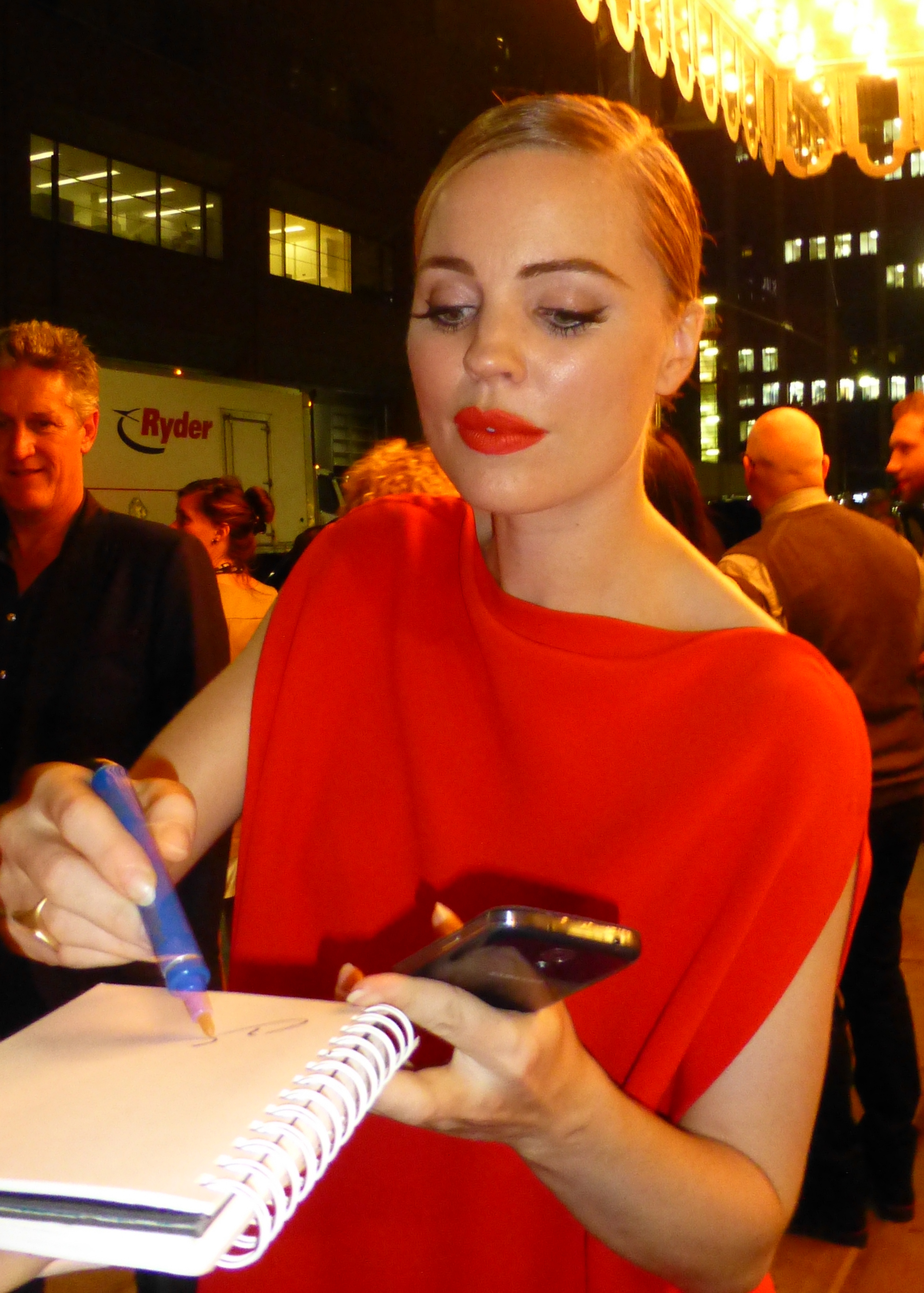
George firma autografi nel 2013, al Toronto International Film Festival, per l'anteprima di Felony.

- Dark City, regia di Alex Proyas (1998)
- L'inglese (The Limey), regia di Steven Soderbergh (1999)
- Le insolite sospette - Sugar & Spice (Sugar & Spice), regia di Francine McDougall (2001)
- Mulholland Drive, regia di David Lynch (2001)
- New Port South, regia di Kyle Cooper (2001)
- Abbasso l'amore (Down with Love), regia di Peyton Reed (2003)
- Amityville Horror (The Amityville Horror), regia di Andrew Douglas (2005)
- Derailed - Attrazione letale (Derailed), regia di Mikael Håfström (2005)
- Turistas, regia di John Stockwell (2006)
- Music Within, regia di Steven Sawalich (2007)
- WΔZ, regia di Tom Shankland (2007)
- 30 giorni di buio (30 Days of Night), regia di David Slade (2007)
- The Betrayed, regia di Amanda Gusack (2008)
- Triangle, regia di Christopher Smith (2009)
- L'ultima mossa del killer, regia di Jean-Claude Lorde (2010)
- A Lonely Place to Die, regia di Julian Gilbey (2011)
- Swinging with the Finkels, regia di Jonathan Newman (2011)
- Between Us, regia di Dan Mirvish (2012)
- Felony, regia di Matthew Saville (2013)
- De son vivant, regia di Emmanuelle Bercot (2021)

### Televisione

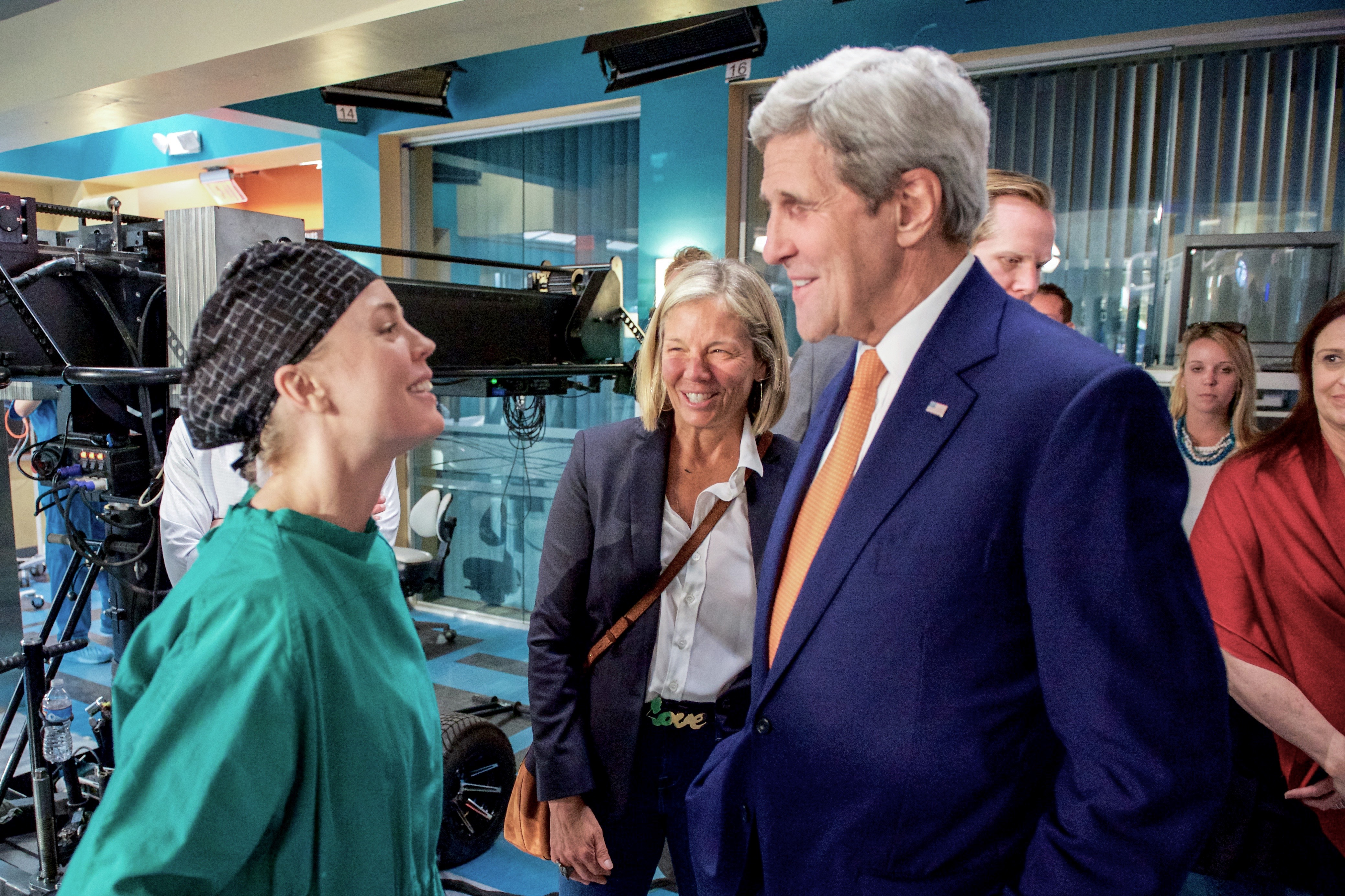
George accoglie l'allora segretario di Stato degli Stati Uniti d'America, John Kerry, sul set di Heartbeat (2016)

- Home and Away – serial TV, 351 puntate (1993-1996)
- Friends – serie TV, episodi 9x12-9x13 (2002)
- Detective Monk (Monk) – serie TV, episodio 2x06 (2003)
- Streghe – serie TV, 2 episodi (2003)
- Alias – serie TV, 23 episodi (2003-2005) – Lauren Reed
- In Treatment – serie TV, 8 episodi (2008)
- Grey's Anatomy – serie TV, 8 episodi (2008-2009)
- Lie to Me – serie TV, 3 episodi (2010)
- L'ultima mossa del killer (Second Chances) – film TV (2010)
- Mucchio d'ossa (Bag of Bones), regia di Mick Garris – miniserie TV (2011)
- The Slap, regia di Tony Ayres, Robert Connolly, Jessica Hobbs e Matthew Saville – miniserie TV, 8 puntate (2011)
- Hunted – serie TV, 8 episodi (2012)
- The Good Wife – serie TV, 7 episodi (2013-2014)
- The Slap, regia di Lisa Cholodenko – miniserie TV, 8 puntate (2015)
- Heartbeat – serie TV, 10 episodi (2016)
- The First – serie TV, episodi 1x02-1x05 (2018)
- Star Trek: Discovery – serie TV, episodio 2x08 (2019)
- The Eddy – miniserie TV, 8 episodi (2020)
- The Mosquito Coast – serie TV, 17 episodi (2021-2023)

## Doppiatrici italiane
Nelle versioni in italiano dei suoi lavori, Melissa George è stata doppiata da:
- Barbara De Bortoli in Abbasso l'amore, Derailed - Attrazione letale, Alias, Mucchio d'ossa, The Slap, Heartbeat
- Chiara Colizzi in Streghe, Amityville Horror, In Treatment, Hunted
- Valentina Mari in New Port South, The Good Wife
- Laura Lenghi in L'ultima mossa del killer
- Claudia Catani in Grey's Anatomy
- Tiziana Avarista in Dark City
- Giò Giò Rapattoni in Turistas
- Domitilla D'Amico in 30 giorni di buio
- Eleonora De Angelis ne Le insolite sospette
- Daniela Calò in Lie to Me
- Benedetta Degli Innocenti in The First